# آلفا رومئو جیولیا تی‌زد

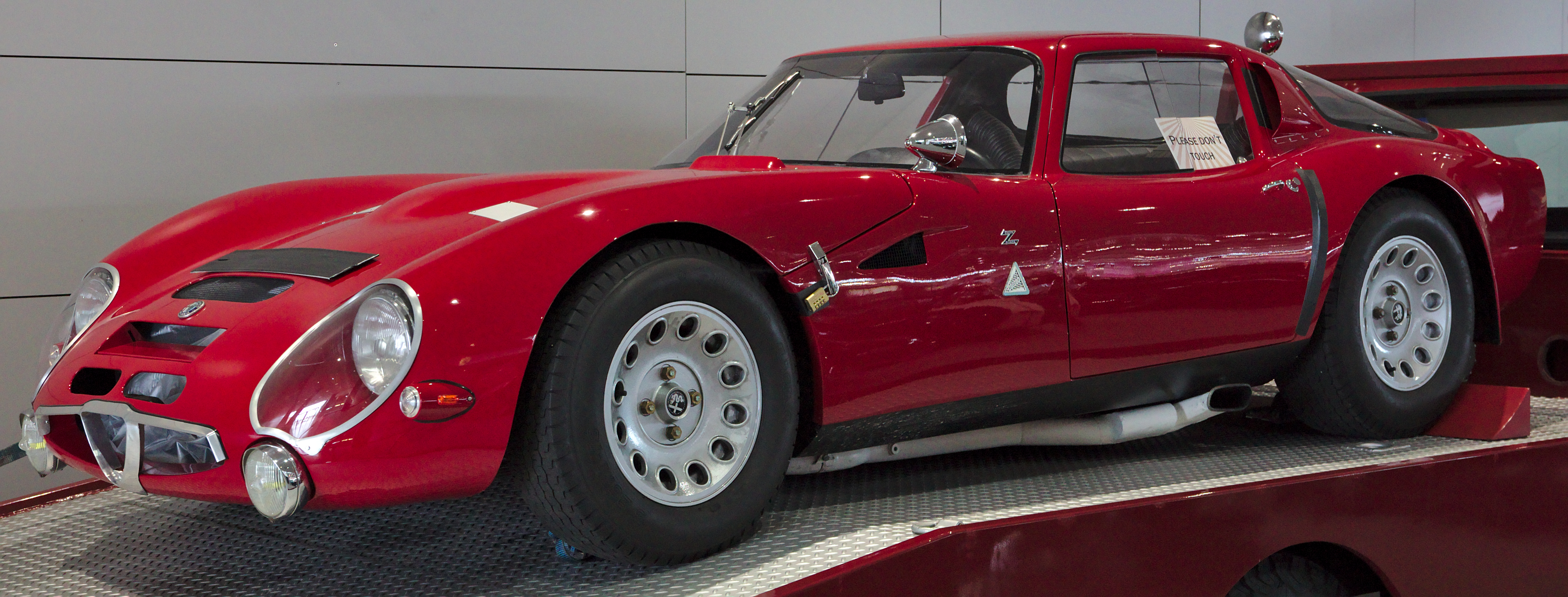

آلفارومئو جیولیا تی‌زد (Alfa Romeo Giulia TZ) خودرویی است که در سال‌های ۱۹۶۳–۱۹۶۷ساخته شده‌است. 
طراحی آن خودروهای موتور جلو-محور عقب بوده است. سیستم جعبه‌دندهٔ آن ۵ دنده به صورت دستی است.